# Adapsilia microcera
Adapsilia microcera är en tvåvingeart som först beskrevs av Josef Aloizievitsch Portschinsky 1891.  Adapsilia microcera ingår i släktet Adapsilia och familjen Pyrgotidae. Inga underarter finns listade i Catalogue of Life.